# 스피노에쿠알리스

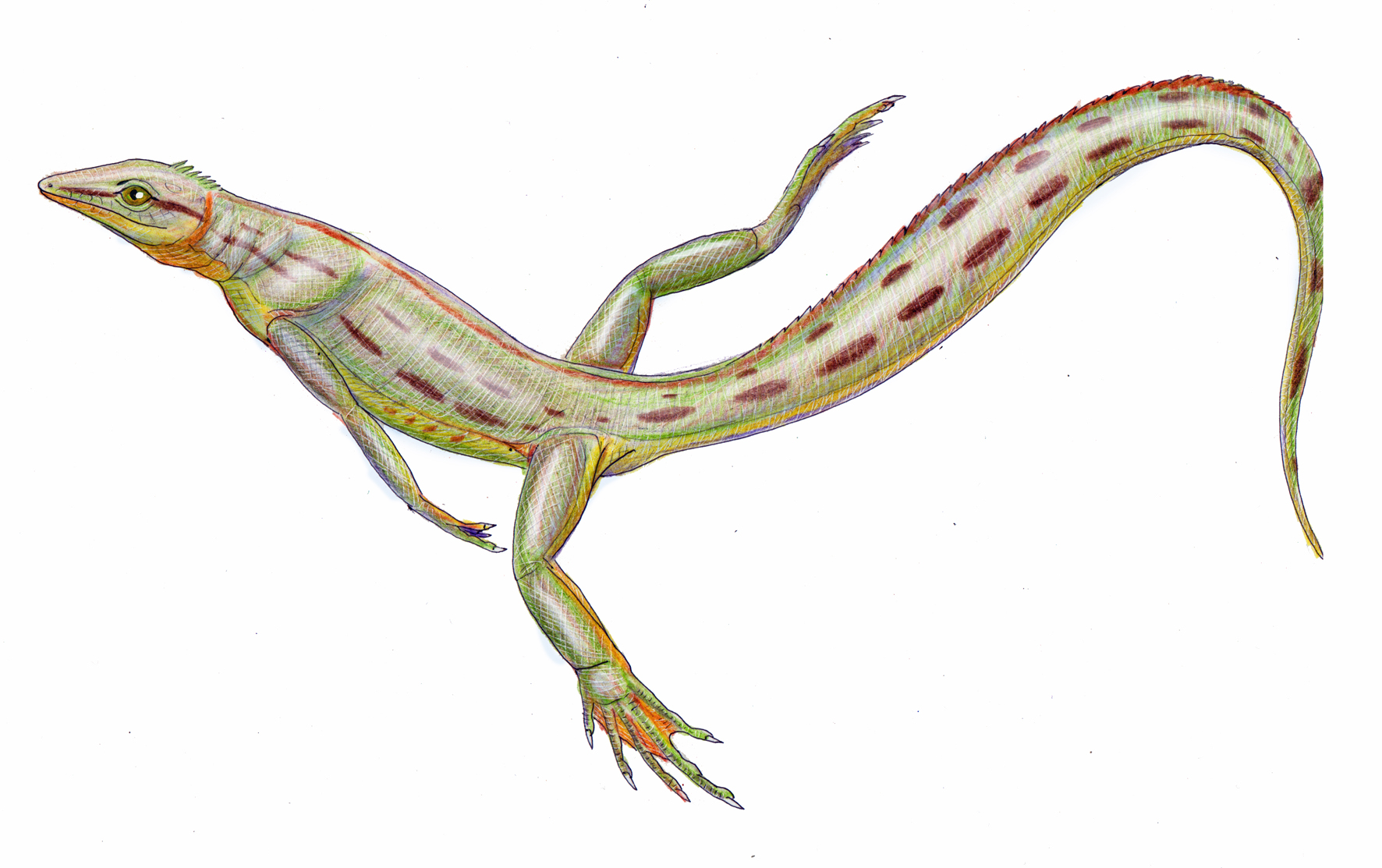

스피노에쿠알리스(학명:Spinoaequalis schultzei)는 도마뱀목 까마귀도마뱀과에 속하는 도마뱀이다. 지금은 멸종된 종으로서 전체적인 몸길이가 30cm인 작은 몸집을 가진 소형 도마뱀이다.

## 특징
스피노에쿠알리스는 멸종된 디아압시드 파충류 속이다. 미국 캔자스주에서 최초로 발견된 화석에서 알려진 이 30cm(1피트) 길이의 생물은 페트롤라코사우루스와 함께 최초의 다이아피드 중 하나였다. 그것은 또한 파충류 중 가장 오래된 것으로서 확인된 하이로노무스 이후의 진화된 최초의 파충류였다. 스피노에쿠알리스는 완전히 수생하지 않았고 종종 건조한 땅으로 되돌아왔다. 그것은 아마도 옆으로 납작하고 부채꼴인 꼬리를 사용하여 헤엄쳤을 것이다. 그것의 이름은 "대칭 척추"를 의미하며 깊고 가로로 압축된 꼬리를 의미한다. 아름다운 보존된 바다 물고기와 함께 스피노에쿠알리스가 발견되었는데 이는 때때로 바다로 민물을 흘려보냈다는 것을 암시한다. 스피노에쿠알리스는 1995년에 미가엘 데브라가와 로베르트 리스에 의해서 묘사되고 명명되었다. 스피노에쿠알리스는 물과 육지를 모두 오고가는 수륙양용의 생물이였던만큼 다리는 걷기와 헤임치기에 모두 적합한 구조를 가지고 있으며 발에는 물갈퀴의 모습도 가지고 있다. 양턱에는 총 14개의 작은 삼각형 모양의 이빨들이 나 있다. 먹이로는 당대에 서식했던 곤충, 작은 물고기 등을 주로 잡아먹고 살았을 육식성의 도마뱀으로 추정되는 종이다.

## 생존시기와 서식지와 화석의 발견
스피노에쿠알리스가 생존했었던 시기는 고생대의 석탄기로서 지금으로부터 3억 5920만년전~2억 9900만년전에 생존했었던 종이다. 생존했었던 시기에는 북아메리카를 중심으로 하여 당시에 존재했었던 강, 호수, 늪, 초원, 열대우림에서 주로 서식했었던 도마뱀이다. 화석의 발견은 1995년에 미국의 고생물학자들에 의하여 처음으로 화석이 발견되어 새롭게 명명된 종이다.